# Marcellus Emants
Marcellus Emants (Voorburg, 12 agosto 1848 – Baden, 14 ottobre 1923) è stato uno scrittore olandese.
È uno dei pochi rappresentanti del Naturalismo nei Paesi Bassi ed è considerato il precursore dei Tachtigers. Il suo libro più famoso è Een nagelaten bekentnis (Una confessione postuma, 1894).
Emants sposò l'attrice tedesca Jenny Kuhn, dalla quale ebbe una figlia, Eva Clara Jenny, che poi prese il nome di Lilith, tratto da una novella di suo padre.

## Opere in italiano
- Marcellus Emants, Una confessione postuma. Introduzione di J. M. Coetzee; traduzione di Laura Pignatti. Milano, La tartaruga, 2017. ISBN 9788894814057